# Альбано
Альбано (итал. Lago Albano, лат. Albanus lacus) — озеро в Альбанских горах в итальянском регионе Лацио, юго-восточнее Рима.

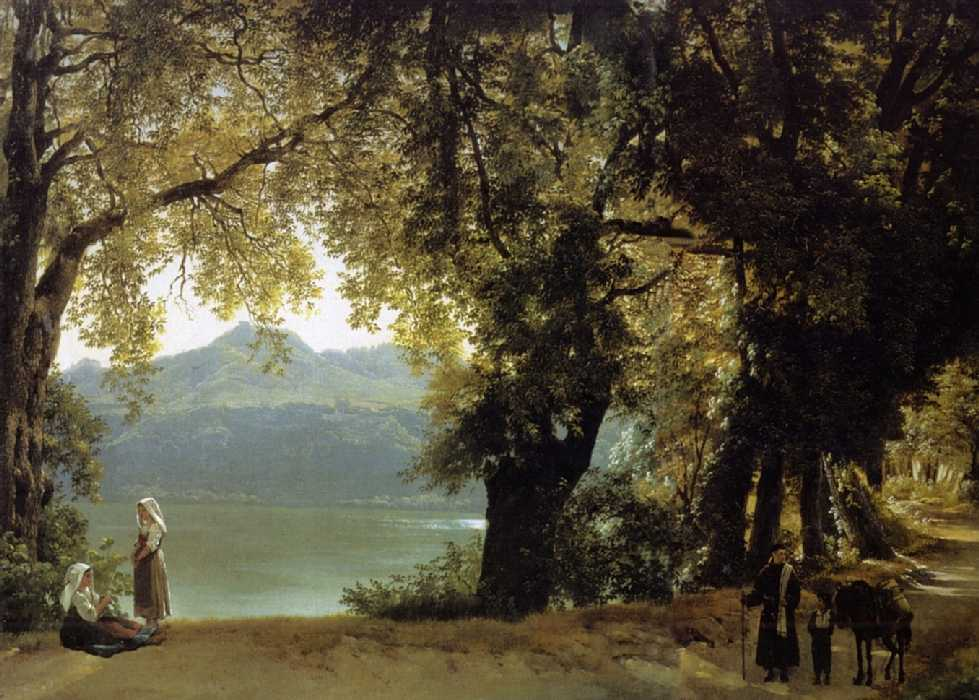
Сильв. Ф. Щедрин. Озеро Альбано в окрестностях Рима. 1825. Холст, масло. Государственный Русский музей, Санкт-Петербург

Озеро образовалось в кальдере потухшего вулкана. Площадь озера составляет 6 км², глубина — до 170 метров. Уровень воды в озере регулируется античным сточным туннелем, заложенным в 398 году до н. э. Альбанское озеро и соседнее озеро Неми разделяет гора Монте-Каво.
В 1960 году во время летних Олимпийских игр в Риме на озере проходили соревнования по гребле на байдарках и каноэ и академической гребле.
С середины 1990-х годов уровень воды в озере значительно понизился, причиной чему стало увеличение потребления воды расположенных на озере поселений и папских садов. На озере расположена летняя резиденция папы римского — Кастель-Гандольфо, а также город Альбано-Лациале.